# Фосфофруктокиназа-1
Фосфофруктокиназа-1 (англ. Phosphofructokinase 1, PFK1) — фермент-фосфофруктокиназа, один из наиболее важных регуляторных ферментов. Отвечает за важный этап гликолиза, катализируя перенос фосфатной группы от молекулы АТФ к фруктозо-6-фосфату, в результате чего образуется фруктозо-1,6-бисфосфат и АДФ.
| β-D-Фруктозо-6-фосфат | Фосфофруктокиназа-1       | Фосфофруктокиназа-1 | β-D-Фруктозо-1,6-бисфосфат |
|                       |                           |                     |                            |
| АТФ                   | AДФ                       |                     |                            |
|                       |                           |                     |                            |
| Pi                    | H2O                       |                     |                            |
|                       |                           |                     |                            |
|                       | Фруктозо-1,6-бисфосфатаза |                     |                            |

## Структура
PFK1 у млекопитающих представляет собой тетрамер массой 340 кДа, состоящий из трёх типов субъединиц: PFKM (мышечная ткань), PFKL (печень) и PFKP (тромбоциты). Композиция тетрамера различается в зависимости от ткани, в которой он присутствует. Так, мышцы экспрессируют только M-изофермент, таким образом, мышечная PFK1 состоит из гомотетрамеров M4. Печеночная и почечная ткани экспрессируют в основном L-изоформу. Эритроциты экспрессируют M- и L-субъединицы, которые случайным образом формируют тетрамеры M4, L4 и три гибридные формы: ML3, M2L2, M3L. Как следствие, кинетические и регуляторные свойства изоферментов зависят от состава субъединиц. Тканеспецифичные различия в активности PFK обеспечивают различные скорости гликолиза и глюконеогенеза.
PFK1 — аллостерический фермент, схожий с гемоглобином в том плане, что он также является димером димера. Одна половина каждого димера имеет участок связывания АТФ, а вторая половина — участок связывания субстрата (фруктозо-6-фосфата) и отдельный аллостерический участок связывания.

## Клиническое значение
Мутация в гене PFKM, кодирующем изоформу фосфофруктокиназы мышечного типа, приводит к болезни Таруи — нарушению хранения гликогена (гликогеноз), при котором снижена способность некоторых типов клеток использовать углеводы в качестве источника энергии.